# Чистилище (Божественная комедия)
«Чисти́лище» — вторая часть «Божественной комедии» Данте Алигьери, повествующая о той части загробного мира, куда попадают души, успевшие рано или поздно покаяться в совершённых грехах. Такие души получают возможность достигнуть Рая после того как «отбудут срок» в Чистилище. Данте попадает сюда, пройдя все девять кругов Ада. Достигнув центра земли, он оказывается на другом полушарии, где и располагается гора Чистилище.

## Структура
Страж Чистилища — Катон Младший Утический (95—46 гг. до н. э.), государственный деятель последних времен Римской республики, который, не пожелав пережить её крушение, покончил с собой.
У подножья — умершие под церковным отлучением, но раскаявшиеся в своих грехах. "Они ждут доступа в Чистилище в течение срока, в тридцать раз превышающего то время, которое они пробыли в «распре с церковью»" И новоприбы́вшие души — ангел привозит их в челне с устья Тибра, куда они собираются после смерти и дожидаются пока их не заберут на остров. Среди них Данте встречает своего друга — певца Казеллу, сицилийского короля Манфреда.
| Круг                      | Томящиеся                                                         | Наказание                                                          | Встреченные Данте души |
| ------------------------- | ----------------------------------------------------------------- | ------------------------------------------------------------------ | --- |
| 1-й уступ Предчистилища   | Нерадивые, до смертного часа медлившие с покаянием.               | в первом уступе грешники остаются столько времени, сколько прожили | Белаква — друг Данте, музыкант.                                                                                                 |
| 2-й уступ Предчистилища   | Нерадивые, умершие насильственной смертью, но успевшие покаяться. |                                                                    | Якопо дель Кассеро, Буонконте, Пия де Толомеи, Сорделло.                                                                        |
| Долина земных властителей | Правители, поглощённые мирскими делами.                           |                                                                    | Король Германии Рудольф I, Пржемысл Отакар I, Генрих Английский. Филипп III Смелый, Педро III Арагонcкий, Гильом Монферратский. |

Врата Чистилища. Пока Данте спал, его перенесла сюда Св. Лючия. У врат (алмазный порог) — ангел с мечом и двумя ключами — серебряным и золотым. Прежде чем впустить Данте, ангел вырезает у него на лбу семь букв Р — в соответствии с семью грехами (peccata). В каждом круге — ангел, который после прохода одного круга взмахом крыла стирает одну Р.
| Круг       | Томящиеся                                       | Наказание                                                                                        | Встреченные Данте души                                                                                  |
| ---------- | ----------------------------------------------- | ------------------------------------------------------------------------------------------------ | --- |
| 1-й круг   | Гордыня (зложелательство — любовь к чужому злу) | Медленно ползут, согнувшись до земли под тяжестью камня, привязанного к шее                      | Одеризи да Губбье —прославленный в своё время миниатюрист; Омберто Альдобрандески, Провенцано Салвани   |
| 2-й круг   | Зависть                                         | Одетые во власяницу, с зашитыми веками, сидят, прижавшись спиной к скале, плечами — друг к другу | Сапия Салвани (знаменитая сьенская дама), Гвидо дель Дуко, Риньер де Кальбори                           |
| 3-й круг   | Гнев                                            | В дыму, от которого ничего не видно                                                              | Ломбардец Марко                                                                                         |
| 4-й круг   | Уныние (Недостаточная любовь к истинному благу) | Несутся «в вечном непокое»                                                                       | Герардо II да Сан Дзено                                                                                 |
| 5-й круг   | Корысть (Чрезмерная любовь к ложным благам)     | Рыдают, лёжа лицом к земле и не смея двинуться                                                   | Адриан V, Гуго Капет, Публий Папиний Стаций (ок. 40—95 гг.)                                             |
| 6-й круг   | Чревоугодие                                     | Исхудавшие до костей, «дважды мертвые на вид»                                                    | Форезе Донати (приятель Данте и родственник его жены), Бонаджунта Орбиччани Мартин IV Маркезе Аргольози |
| 7-й круг   | Сладострастие                                   | В огне                                                                                           | Гвидо Гвиницелли (поэт, родоначальник dolce stil nuovo), Арнаут Даниэль (провансальский трубадур)       |
| Земной рай |                                                 |                                                                                                  | |

Вергилий, Данте и Стаций проходят через очищающий огонь. («Вы пройти должны укус огня, идите в жгучем зное,… здесь мука, но не смерть») перед восхождением к Земному раю, который находится на вершине Чистилища. Там на берегу реки Леты появляется Мательда, рассказывает им о чудесных свойствах вод рек Леты и Эвнои.
Затем на другом берегу Леты появляется Божественная церковная мистическая процессия («Святая вереница») для свидетельства очищения душ Данте и Стация. Беатриче завершает процессию. При её появлении Вергилий исчезает, выполнив свою миссию вожатого («Мой вождь, мне для избавленья данный… исчез»).
Беатриче побуждает Данте публично покаяться, очиститься от грехов, от неверия и неверности, от заблуждений, которые после кончины Беатриче за 10 лет привели его к середине жизни в сумрачный лес, и из которого она его выручила, поручив это Вергилию.
Мательда окунает Данте в Лету, реку, текущую налево, поит его водой из Леты, чтобы смыть и забыть грехи окончательно, и переносит его в воде на другой берег, на встречу к Беатриче.
Вступают вместе с Божественной процессией в Земной рай («Господень лес»).
Пройдя вместе с процессией по Земному раю до Древа познания, затем до Эвнои.
Беатриче поит Данте водой из Эвнои, текущей направо, чтобы вспомнить и закрепить добрые дела и помыслы.
Теперь Данте «чист и достоин посетить светила», готов к вознесению в Рай.